# سفارت مکزیک در لندن
سفارت مکزیک در لندن (به انگلیسی: Embassy of Mexico) یک سفارت در بریتانیا است که در می‌فر واقع شده‌است.